# Axiidea
Axiidea is een infraorde van kreeftachtigen uit de klasse van de Malacostraca (hogere kreeftachtigen).

## Families
- Axiidae Huxley, 1879
- Callianassidae Dana, 1852
- Callianideidae Kossman, 1880
- Callichiridae R.B. Manning & Felder, 1991
- Micheleidae Sakai, 1992
- Strahlaxiidae Poore, 1994